# Georg Werner (Architekt)
Georg Werner (* 1894 in Passau; † 1964 in München) war ein deutscher Architekt, Baubeamter und Hochschullehrer.

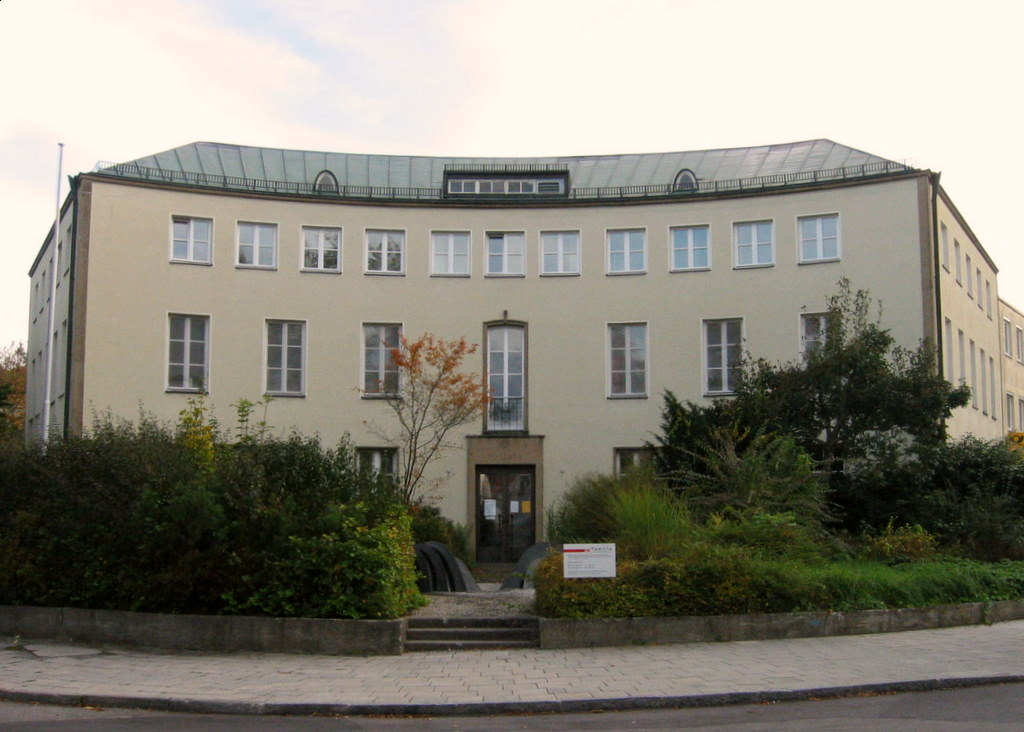
Postamt Fürstenfeldbruck

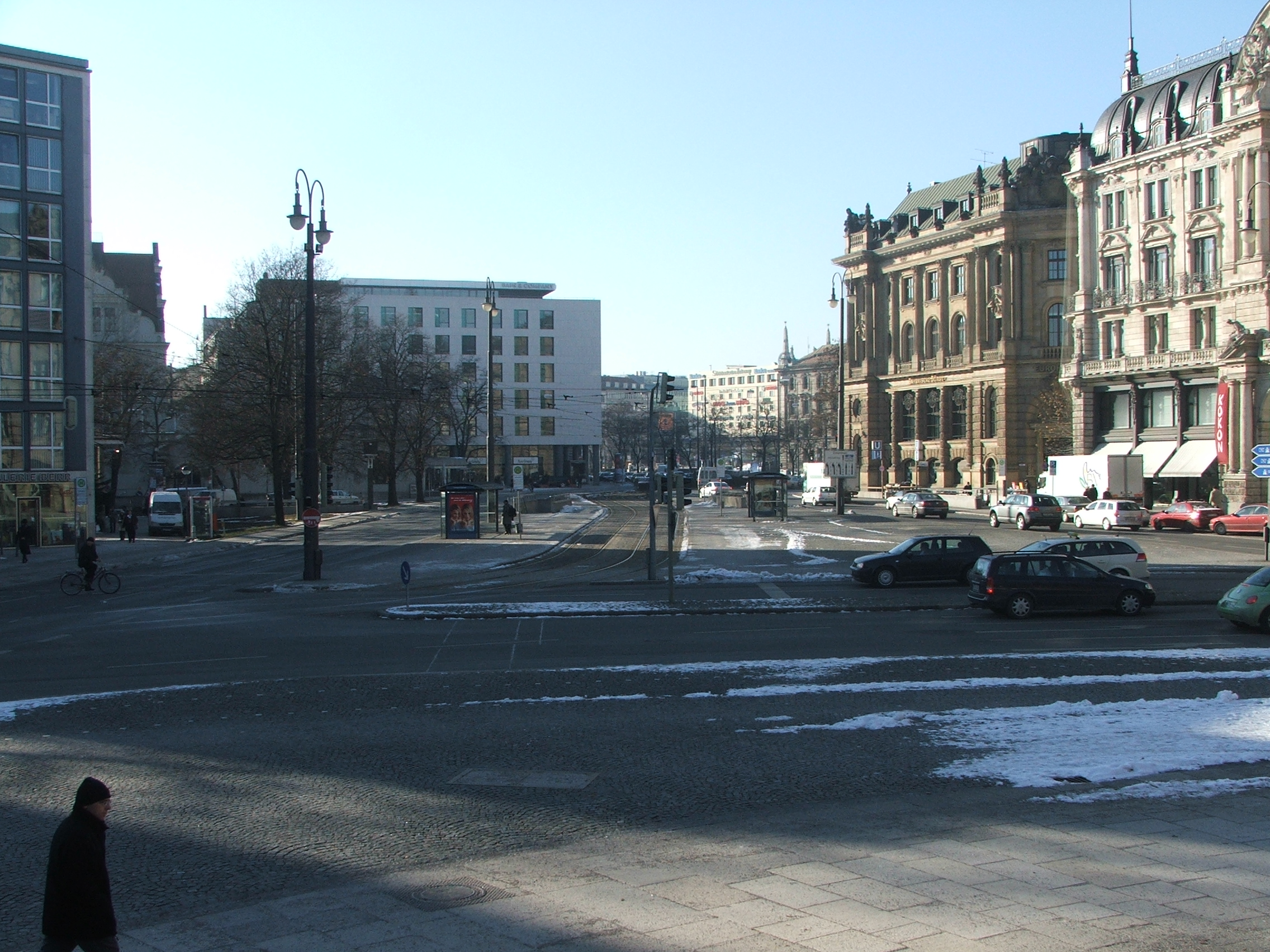
Lenbachplatz mit Victoria-Haus in der Bildmitte

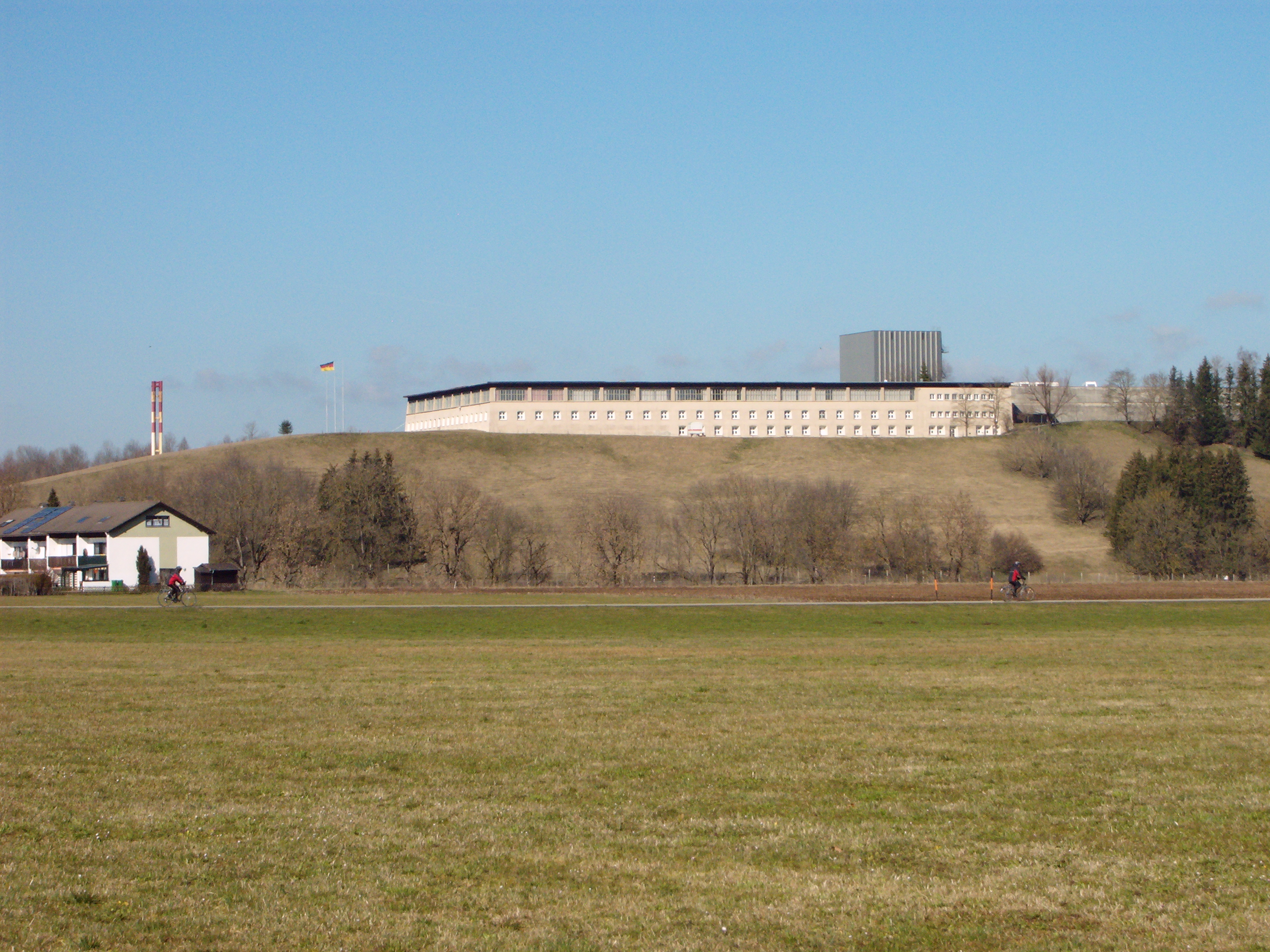
Luftlandeschule in Altenstadt

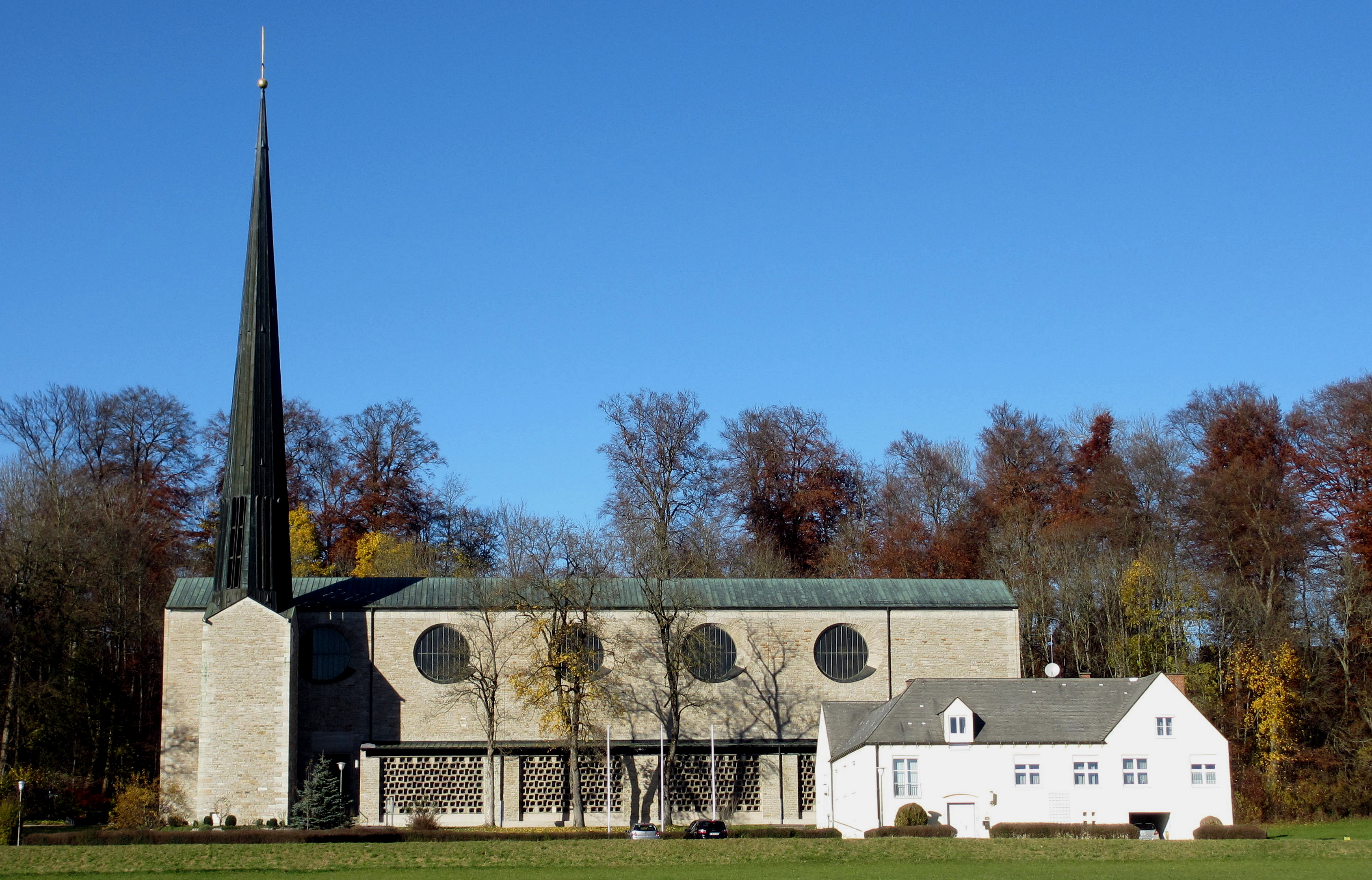
Kath. Pfarrkirche St. Ulrich in Starnberg-Söcking

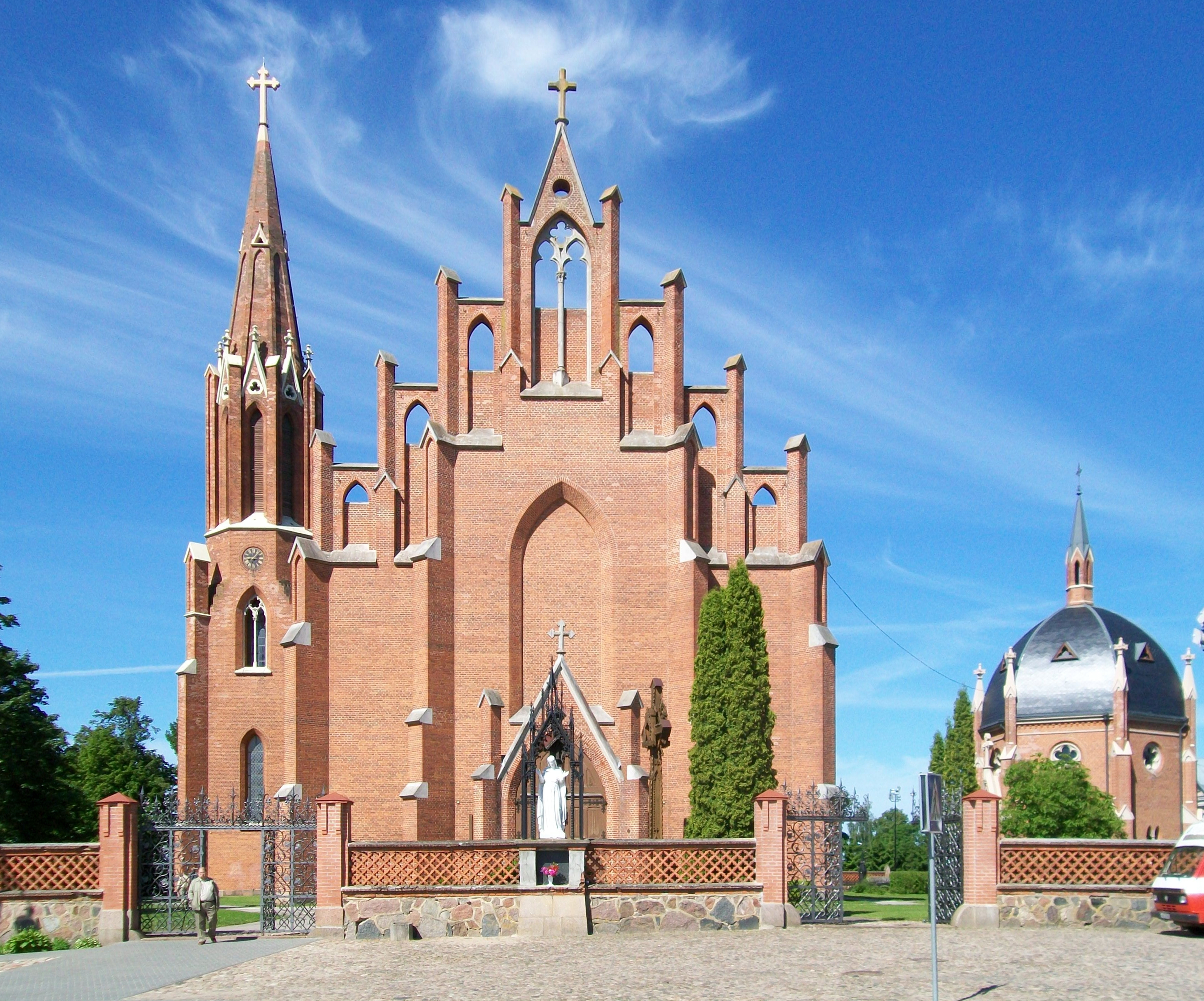
Kirche des Heiligen Matthäus in Rokiškis, Litauen

## Leben
Georg Werner studierte von 1912 bis 1920 Architektur an der Fakultät für Architektur der Technischen Hochschule München, unterbrochen durch den Militärdienst während des Ersten Weltkriegs. Zwischen 1920 und 1926 war er zunächst Referendar, dann Regierungsbaumeister (Assessor) und schließlich Postbaurat bei der Oberpostdirektion München, bis ihm dann 1926 die Leitung Bauabteilung in der Oberpostdirektion Augsburg übertragen wurde. 1935 wechselte er in das Reichspostministerium nach Berlin und wurde schließlich 1938 Chefarchitekt und Abteilungsleiter für das Bauwesen der Reichspost im Berliner Ministerium. Er wollte seine moderne Architekturauffassung auch in die Reichsarchitektur bringen, scheiterte jedoch in Berlin mit diesem Plan. Dennoch machte Werner unter den Nationalsozialisten Karriere bis hin zur Einbeziehung in den Planungsstab von Albert Speer. Seine Briefe aus dieser Zeit zeigen jedoch eine große Distanz zur nationalsozialistischen Diktatur und insbesondere ihrer Monumentalbauweise. So schrieb er am 30. August 1940 folgende sarkastischen Zeilen: „Das Kommende ist so ungeheuerlich, so geistlos und dumm, daß es in seiner absoluten und dummen Art eben noch großartig ist; die Geistlosigkeit wird ein überwältigendes Denkmal erhalten und ich bin sehr zufrieden, wenn die Macht nun endlich in Granit gehauen und für alle absehbare Zeit abgebildet wird. Nun erst wird der Menschheit ihr wahrer Spiegel vorgehalten und sie wird aufheulen vor Begeisterung“.
1945 geriet er in Kriegsgefangenschaft. Ab 1946 arbeitete er zunächst als lizenzierter freier Architekt in München und dann ab 1948 als Stadtbaurat in Augsburg. 1950 wurde er als Professor für die Hochbaukonstruktion an die Technische Hochschule München berufen, 1954 erhielt er dort den Lehrstuhl für Entwerfen und Städtebau, bis er schließlich 1960 emeritiert wurde. Ab 1952 war er Mitglied der Deutschen Akademie für Städtebau und Landesplanung. 1959 wurde Werner das Große Verdienstkreuz des Verdienstordens der Bundesrepublik Deutschland verliehen.
Werner war neben Robert Vorhoelzer und Walther Schmidt ein weiteres wichtiges Mitglied der Postbauschule und war beispielsweise am Entwurf des Verwaltungsgebäudes der Oberpostdirektion München beteiligt. Das Architekturverständnis Werners ist von einem inneren Widerspruch zwischen dem Modernismus der Stijlgruppe und der Heimatschutzarchitektur geprägt.

## Werk
- 1922: Postamt Augsburg-Pfersee (mit Thomas Wechs)
- 1922/23: Postamt Wasserburg am Inn (mit Robert Vorhoelzer)
- 1922/24: Verwaltungsgebäude der Oberpostdirektion an der Arnulfstraße, München (mit Robert Vorhoelzer)
- 1923: Postamt Donauwörth (mit Robert Vorhoelzer und Georg Werner)
- 1924: Postamt München an der Winthirstraße (mit Robert Vorhoelzer, Walther Schmidt und Franz Holzhammer)
- 1925: Fernamt Augsburg (mit Robert Vorhoelzer und Heinrich Götzger)
- 1925: Postamt Hergatz
- 1926: Postamt Augsburg an der Gögginger Straße
- 1926: Postamt Türkheim
- 1927: Postamt Augsburg-Lechhausen
- 1927: Postamt Ichenhausen
- 1927: Postamt Kaufering (mit Eduard Härtinger)
- 1927: Postamt Legau
- 1927: Postamt Mindelheim (mit Karl Erdmannsdorfer)
- 1927: Postamt Ottobeuren
- 1928: Postwohnsiedlung an der Alpenstraße in Augsburg (mit Fritz Freyberger)
- 1928: Postamt Lechhausen
- 1928/30: Telegrafenamt und Postkraftwagen-Halle Augsburg (mit Heinrich Götzger, Wilhelm Wichtendahl, HR)
- 1929: Postamt und Verstärkeramt Göggingen (mit Eduard Härtinger)
- 1929: Postamt Gundelfingen (mit Wilhelm Wichtendahl)
- 1929/30: Postkraftwagen-Halle Hindelang
- 1929/30: Postkraftwagen-Halle Kaufbeuren (mit Ernst Ott)
- Postamt Augsburg an der Ulmer Straße
- 1930: Postamt Friedberg (mit Wilhelm Wichtendahl und Walter Schüßler)
- 1930: Postamt Günzburg
- 1930: Postamt Fürstenfeldbruck (mit Lars Landschreiber und Wilhelm Wichtendahl)[3]
- 1930: Postamt Weißenhorn (mit Clemens Böhm)
- 1930: Wohngebäude Oberstaufen
- 1931: Postamt Augsburg-Hochzoll (mit Wilhelm Wichtendahl)
- 1931: Postamt Pfronten-Ried (mit Clemens Böhm)
- 1931: Postamt Nesselwang (mit Clemens Böhm)
- 1931: Postkraftwagen-Halle Füssen (mit Walter Schüßler und Robert Pfaud)
- 1931: Postkraftwagen-Halle Oberstdorf (mit Walter Schmidt)
- 1931: Wohnsiedlung Augsburg-Pfersee
- 1931/32: Postamt Postamt Rain am Lech (mit Wilhelm Wichtendahl)
- 1931/32: Postamt Steingaden (mit Clemens Böhm)
- 1931/32: Postamt Thannhausen (mit Eduard Härtinger)
- 1932: Postamt Günzach (mit Walter Freyberger)
- 1932: Postamt Postamt Höchstädt
- 1932: Postamt Memmingen (mit Walter Freyberger)
- 1932: Postamt Pöttmes (mit Wilhelm Wichtendahl)
- 1932/33: Postamt Wertingen (mit Clemens Böhm)
- 1933: Fernmeldedienstgebäude Buchloe
- 1933: Postamt Harburg (mit Walter Freyberger und Robert Pfaud)
- 1934: Postamt und Verstärkeramt Aichach (mit Ernst Ott und Robert Pfand)
- 1934/35: Postamt N 4, Am Nordbahnhof 3/5 Berlin[4]
- 1934/37: Erweiterung Postamt SW 11, Hallesche Straße 10 Berlin (mit Kurt Kuhlow)[5]
- 1935: Post-Dienstgebäude Mering (mit Eduard Härtinger)
- 1935: Verstärkeramt Kempten (mit Heinrich Götzger)
- 1936: Postreihenhaussiedlung in Augsburg-Pfersee
- 1948: Schule in Augsburg-Lechhausen
- 1955: Städtisches Altenheim St. Margret am Milchberg bei Augsburg
- 1955: Haus der Victoria Versicherung am Lenbachplatz in München
- 1955: Institut für Elektrische Anlagen und Hochspannungstechnik der TH-München
- 1957/58 Kath. Pfarrkirche St. Ulrich in Starnberg-Söcking
- 1959: Luftlande- und Lufttransportschule Altenstadt im Schongau
- 1959–1966: Institut für Maschinenwesen der TH-München